# Heriades prionsa
Heriades prionsa är en biart som först beskrevs av Cameron 1905.  Heriades prionsa ingår i släktet väggbin, och familjen buksamlarbin. Inga underarter finns listade i Catalogue of Life.